# 熊清泉
熊清泉（1927年12月16日—2022年6月20日），湖南娄底双峰人，毕业于国立师范学院史地系。曾任中共湖南省委书记，省长。是中共第十二、十三届中央委员，第七届全国人大代表。